# Université de Castille-La Manche
L'université de Castille-La Manche (en espagnol : Universidad de Castilla-La Mancha ou UCLM) est une université publique de Castille-La Manche, en Espagne. Fondée en 1985, elle dispose de campus dans les villes d'Albacete, Ciudad Real, Cuenca, Tolède, Almadén, Talavera de la Reina et Puertollano.

## Histoire
La transition démocratique en Espagne impliquait, entre autres aspects, un mouvement de décentralisation de l'État, notamment la création d'universités dans les régions autonomes nouvellement créées, où la jeunesse aurait émigré dans l'une des plus grandes capitales comme Madrid, Barcelone ou Séville.
Fondé en 1985 et présidé initialement par un comité, le premier recteur de l'UCLM a été élu en 1988, Luis Arroyo Zapatero, qui a été réélu au poste de recteur en 1991, 1995 et 1999, complétant un mandat de 16 ans jusqu’à 2003. En ce période, l'Université de Castille-La Manche a consolidé sa position sur la carte des universités espagnoles et internationales, en développant et en améliorant l'infrastructure d'enseignement et de recherche, grâce à des accords avec le gouvernement régional et en augmentant considérablement le nombre d'enseignants, étudiants et personnel administratif et de services. 

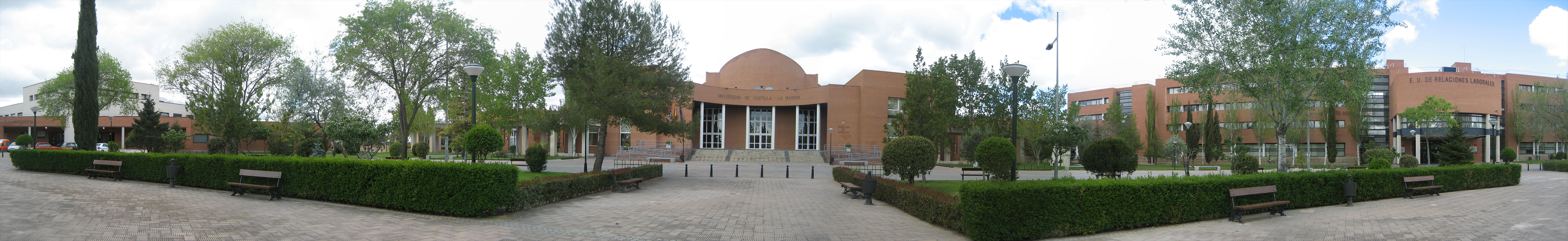
Vue panoramique du campus d'Albacete de l'UCLM.